# Ormisda (figlio di Ormisda II)
Ormisda (Medio Persiano: Hormizd; in greco antico: Ὁρμίσδας?, Hormisdas ("Ormisdas"); Persiano: هرمز) era un principe persiano sassanide, terzo figlio del re Ormisda II e cognato del re Sapore II. Imprigionato da quest'ultimo, nel 323 fu liberato da sua moglie e fuggì a Costantinopoli, dove l'imperatore romano Costantino I lo aiutò e gli diede un palazzo sito vicino alla riva del Mar di Marmara. Questo palazzo divenne un importante toponimo della città: il quartiere circostante (dove si trova la moschea della Piccola Santa Sofia) era conosciuto in epoca bizantina come "en tois Hormisdou" (in greco antico: ἑν τοῖς Ὁρμίσδου?), che significa "vicino alle case di Hormisdas". Il palazzo divenne in seguito residenza privata dell'imperatore bizantino Giustiniano I, prima della sua ascesa al trono.
Nel 363, Ormisda servì contro la Persia nell'esercito dell'Imperatore Giuliano (r. 361-363); a sua volta, suo figlio, con lo stesso nome, in seguito servì come proconsole.